# زاك كابلان
زاك كابلان (بالإنجليزية: Zach Kaplan)‏ هو رائد أعمال أمريكي، ولد في عقد 1970.